# الظهار (بني العوام)

تعديل مصدري - تعديل

الظهار هي إحدى قرى عزلة ردمان بمديرية بني العوام التابعة لمحافظة حجة، بلغ تعداد سكانها 452 نسمة حسب تعداد اليمن لعام 2004.